# Корнешть (Горж)
Корнешть, Корнешті (рум. Cornești) — село у повіті Горж в Румунії. Входить до складу комуни Белешть.
Село розташоване на відстані 240 км на захід від Бухареста, 10 км на захід від Тиргу-Жіу, 91 км на північний захід від Крайови.

## Населення
За даними перепису населення 2002 року у селі проживала 631 особа, усі — румуни. Усі жителі села рідною мовою назвали румунську.